# Fastrada
Fastrada nascuda cap a 765 i morta el 10 d'agost del 794, fou una aristòcrata de l'època carolíngia, esposa de Carlemany de 783 a 794.
Fastrada era la filla de Raül III de Francònia i d'Eda (Aeda o Ida) de Baviera. Es va casar amb Carlemany l'octubre de 783 a Worms, en resposta a la defunció d'Hildegarda de Vintzgau. D'aquest matrimoni van néixer dues filles: Teodrada (vers 785 - 844/853), abadessa d'Argenteuil, i Hiltruda.
Durant la campanya contra els àvars el 791, Carlemany li va adreçar una carta, l'única carta de Carlemany que ha arribat fins a nosaltres.
El 792, una conspiració contra Carlemany, formada per nobles al voltant de Pipí el Geperut, fill d'Himiltruda o Amaldruda, primera esposa o concubina de Carlemany, tenia entre diferents motius, la "crueltat de Fastrada".
Hauria fundat l'abadia de Münsterschwarzach.
Va morir a Frankfurt i fou inhumada a l'abadia de Sant Albà de Magúncia. Després de la destrucció d'aquesta abadia el 1552, la seva sepultura fou transferida a la catedral de Sant Martí de Magúncia on la seva làpida és encara visible avui dia.